# Spinacris elegans
Spinacris elegans är en insektsart som beskrevs av Kevan, D.K.M. 1966. Spinacris elegans ingår i släktet Spinacris och familjen Pyrgomorphidae. Inga underarter finns listade i Catalogue of Life.